# Homalodisca vitripennis
Homalodisca vitripennis är en insektsart som beskrevs av Ernst Friedrich Germar 1821. Homalodisca vitripennis ingår i släktet Homalodisca och familjen dvärgstritar. Inga underarter finns listade i Catalogue of Life.

## Bildgalleri

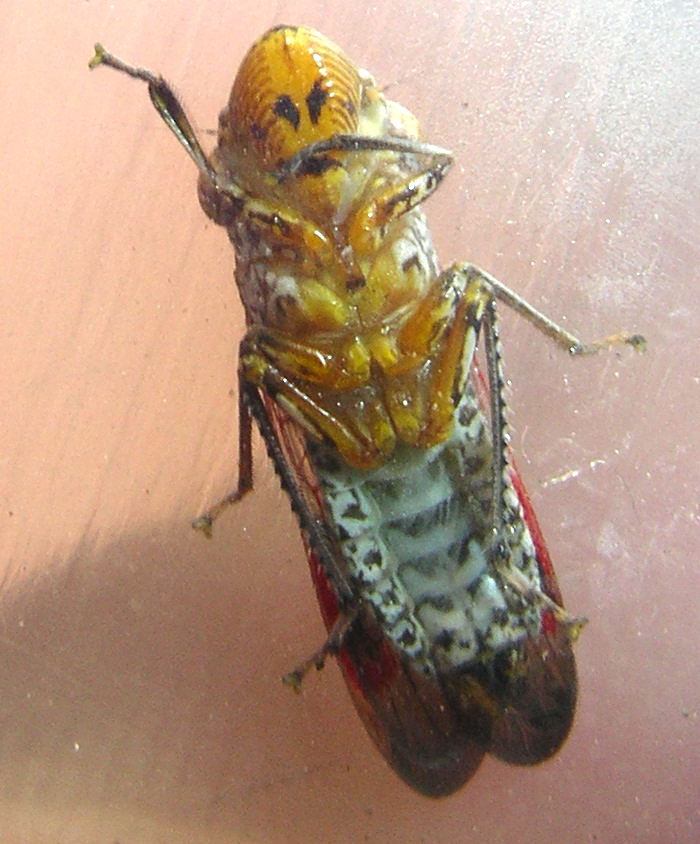